# Първа испанска република
Първата испанска република (на испански: Primera República Española) е провъзгласена от парламента (Кортеси) на 11 февруари 1873 г. и продължава до 29 декември 1874 г., когато генерал Арсенио Мартинес-Кампос организира реставрация на Бурбонската династия. Провъзгласяването на републиката е предшествано от отричането от престола на крал Амадей I поради острата социална криза и избухването на Втората карлистка война на 10 февуари 1873 г. На следващия ден, 11 февруари, Испания е провъзгласена за република с парламентарно мнозинство, съставено от радикали, републиканци и демократи.
Републиканските лидери планират федерална република, но предвиждат първоначално да свикат учредително събрание на Кортесите, което да приеме федерална конституция. Радикалите предпочитат унитарна република с по-малка роля на провинциите и двете страни влизат в спор.
По време на краткото си съществуване републиката е управлявана последователно от четирима президенти и се характеризира с голяма политическа и социална нестабилност. Има призиви за социалистическа революция от страна на Първия Интернационал, бунтове и вълнения в автономните региони Навара и Каталония, както и сериозна съпротива от страна на католическата църква.
В края на 1874 година генерал Мартинес Кампос начело на поверените му войски влиза във Валенсия, развявайки знамето на Алфонсо XII, извършва военен преврат и обявява край на Републиката и възстановяване на монархията. Републиката фактически прекратява съществуването си на 3 януари 1875 г.
До 1931 г. испанските републиканци честват 11 февруари за годишнината от Първата република. След това честването е променено за 14 април, годишнината от провъзгласяването на Втората република през 1931 г.